# Vera Skalts
Vera Agnete Skalts født Holm (15. juli 1904 i København – 3. april 1990 i København) var en dansk jurist.
Vera Skalts blev student fra N. Zahles Skole 1923, cand.jur. 1932 fra Københavns Universitet og samme år sagførerfuldmægtig. 1933 blev hun sekretær i Invalideforsikringsretten og 1934 forretningsfører for den private forening Mødrehjælpen. Da Mødrehjælpen i 1939 indgik i det offentlige forsorgssystem, blev hun kontorchef i Københavnsafdelingen og var direktør samme sted i 1950 og indtil Mødrehjælpens nedlæggelse i 1976. I hendes tid kom det lægelige og det sociale initiativ til at gå hånd i hånd, hvilket kunne aflæses i antallet af henvendelser fra mødre, der steg fra ca. 2.000 i begyndelsen til 65.000 ved lukningen i 1976. Mødrehjælpens nedlæggelse bekymrede Skalts, hvorfor hun var blandt stifterne af den private Mødrehjælpen af 1983 og trådte ind i dens præsidium. Hun var også initiativtager til oprettelsen af Den Sociale Højskole i København, hvis første leder hun var 1937-48.
Hun var desuden Mødrehjælpens repræsentant i talrige kommissioner og udvalg, bl.a. Svangerskabskommissionen af 1950 og Udvalget vedrørende svangerskabsafbrydelse af 1967. Fra begyndelsen af 1940'erne til 1976 var hun konsulent ved Mødrehjælpens fællesråd, senere Mødrehjælpens tilsynsråd. Desuden havde hun andre tillidsposter: 1940 blev hun medlem af forretningsudvalget for det nyoprettede Danske Kvinders Samfundstjeneste. 1964 medvirkede hun til oprettelsen af Kunsthøjskolen i Holbæk, hvis bestyrelse hun var medlem af i en lang årrække. Hun skrev talrige artikler i tidsskrifter og aviser, og sammen med sin nærmeste medarbejder Magna Nørgaard udgav hun i 1982 bogen Mødrehjælpens epoke. Vera Skalts blev Ridder af Dannebrogordenen 1951, ridder af 1. grad 1956 og kommandør 1969.